# پسودوآرتروز
پسودوآرتروز Pseudarthrosis یا مفصل کاذب به این معناست که یک استخوان بلند در بدن (معمولاً استخوات تیبیا یا درشت نی) به‌جای یک تکه بوده دو قسمت دارد و مثل اینست که قبلاً شکسته ولی جوش نخورده‌است. استخوان در محلی که معمولاً در یک سوم پایین آن است نازک شده و قطع می‌شود. این دو قسمت بالا و پایینی استخوان مانند یک مفصل نسبت به هم حرکت می‌کنند ولی چون یک مفصل حقیقی وجود ندارد به آن مفصل کاذب می‌گویند. گاهی در قسمتی از استخوان ابتدا یک کیست استخوانی ایجاد شده و سپس در محل این کیست استخوان شکسته می‌شود. نکته مهم در مفاصل کاذب اینست که بدون درمان هیچوقت جوش نمی‌خورند و حتی جوش خوردن آنها با درمان هم بسیار مشکل است. مفصل کاذب در ساق ممکن است فقط در درشت نی یا به‌طور همزمان در هر دو استخوان ساق دیده شود. در این بیماران ساق کوتاه و خمیده می‌شود.